# Pseudomitraria
Pseudomitraria is een geslacht van rechtvleugeligen uit de familie doornsprinkhanen (Tetrigidae). De wetenschappelijke naam van dit geslacht is voor het eerst geldig gepubliceerd in 1907 door Hancock.

## Soorten
Het geslacht Pseudomitraria omvat de volgende soorten:
- Pseudomitraria conradti Günther, 1939
- Pseudomitraria pontificalis Rehn, 1904